# Rue de l'Armée-Patton
La rue de l'Armée-Patton est une voie de la commune française de Nancy, dans le département de Meurthe-et-Moselle, en région Lorraine.

## Situation et accès
Comprise au centre de Nancy à proximité de la gare, d'une direction générale sud est-nord ouest, la rue est prolongée vers le sud par la rue Saint-Léon à la hauteur de la rue Raymond-Poincaré.
Elle débouche au nord sur la Place Godefroy-de-Bouillon. C'est un des axes utilisés par le bus à haut niveau de service de Nancy, qui y dispose d'un arrêt.

## Origine du nom
Elle porte ce nom en hommage à l'armée du général George Patton qui a libéré Nancy en septembre 1944.